# Trends (tập san)
Trends là một loạt các tập san khoa học thuộc sở hữu của Elsevier, xuất bản các bài điểm báo trong loạt các tập san về lĩnh vực sinh học. Nó hiện đang là một phần của nhóm tạp chí Cell Press của Elsevier.
Trends ra đời ở Cambridge, Vương quốc Anh, và vào giữa những năm 1990 văn phòng biên tập chuyển đến London, sau khi Elsevier mua lại Pergamon Press. Đến năm 2007, nó được xuất bản ở nhóm tạp chí Cell Press.

## Xuất bản
| Tên tập san                                                           | Lĩnh vực                    | Biên tập            | Khởi đầu | Chỉ số độ ảnh hưởng |
| --------------------------------------------------------------------- | --------------------------- | ------------------- | -------- | ------------------- |
| Trends in Biochemical Sciences (TIBS)                                 | Biochemistry                | Nicole Neuman       | 1976     | 11.227              |
| Trends in Biotechnology (TiBTech)                                     | Biotechnology               | Matthew Pavlovich   | 1983     | 10.040              |
| Trends in Cancer (TiC)                                                | Cancer                      | Ana Batista         | 2015     |                     |
| Trends in Cell Biology                                                | Cell Biology                | Danielle Loughlin   | 1991     | 12.314              |
| Trends in Cognitive Sciences (TiCS)                                   | Cognitive Science           | Rebecca Schwarzlose | 1997     | 21.147              |
| Trends in Ecology & Evolution (TREE)                                  | Evolutionary Ecology        | Paul Craze          | 1986     | 15.353              |
| Trends in Endocrinology and Metabolism (TEM)                          | Endocrinology và Metabolism | Effie Tzameli       | 1990     | 8.868               |
| Trends in Genetics (TIG)                                              | Genetics                    | Caryn Navarro       | 1985     | 11.597              |
| Trends in Immunology (TIM), formerly Immunology Today                 | Immunology                  | Fabiola Rivas       | 1980     | 12.031              |
| Trends in Microbiology (TIMI)                                         | Microbiology                | Gail Teitzel        | 1993     | 9.186               |
| Trends in Molecular Medicine (TMM), formerly Molecular Medicine Today | Molecular Medicine          | Catarina Sacristan  | 1995     | 9.453               |
| Trends in Neurosciences (TINS)                                        | Neuroscience                | Andrew M. Clark     | 1978     | 12.902              |
| Trends in Parasitology (TiP)—formerly Parasitology Today              | Parasitology                | Ana Camejo          | 1985     | 6.217               |
| Trends in Pharmacological Sciences (TIPS)                             | Pharmacology                | Joanna Schaffhausen | 1979     | 9.988               |
| Trends in Plant Science                                               | Botany                      | Susanne Brink       | 1996     | 13.479              |